# Курулгинское сельское поселение
Се́льское поселе́ние «Курулгинское» — муниципальное образование в Акшинском районе Забайкальского края Российской Федерации.
Административный центр — село Курулга.

## История
Статус и границы сельского поселения установлены Законом Читинской области от 19 мая 2004 года «Об установлении границ, наименований вновь образованных муниципальных образований и наделении их статусом сельского, городского поселения в Читинской области».

## Население
| 2010 | 2011 | 2012 | 2013 | 2014 | 2015 | 2016 |
| ---- | ---- | ---- | ---- | ---- | ---- | ---- |
| 383  | ↘382 | ↘370 | ↘353 | ↗356 | ↘352 | ↘347 |
| 2017 | 2018 | 2019 | 2020 | 2021 |      |      |
| →347 | ↗349 | ↘344 | ↘343 | ↗367 |      |      |

## Состав сельского поселения
| № | Населённый пункт | Тип населённого пункта       | Население |
| - | ---------------- | ---------------------------- | --------- |
| 1 | Курулга          | село, административный центр | ↗367      |